# Liste der Biografien/Galc
Liste der Biografien |
Portal Biografien |
Personensuche
# |
A |
B |
C |
D |
E |
F |
G |
H |
I |
J |
K |
L |
M |
N |
O |
P |
Q |
R |
S |
T |
U |
V |
W |
X |
Y |
Z |
?
 
Ga |
Gb |
Gc |
Gd |
Ge |
Gf |
Gh |
Gi |
Gj |
Gk |
Gl |
Gm |
Gn |
Go |
Gp |
Gq |
Gr |
Gs |
Gu |
Gv |
Gw |
Gy |
Gz
 
Gaa |
Gab |
Gac |
Gad |
Gae |
Gaf |
Gag |
Gah |
Gai |
Gaj |
Gak |
Gal |
Gam |
Gan |
Gao |
Gap |
Gaq |
Gar |
Gas |
Gat |
Gau |
Gav |
Gaw |
Gax |
Gay |
Gaz
 
Gala |
Galb |
Galc |
Gald |
Gale |
Galf |
Galg |
Galh |
Gali |
Galj |
Galk |
Gall |
Galm |
Galo |
Galp |
Galr |
Gals |
Galt |
Galu |
Galv |
Galw |
Galy |
Galz
Die Liste der Biografien führt alle Personen auf, die in der deutschsprachigen Wikipedia einen Artikel haben. Dieses ist eine Teilliste mit 7 Einträgen von Personen, deren Namen mit den Buchstaben „Galc“ beginnt.

## Galc

### Galca
- Gâlcă, Constantin (* 1972), rumänischer Fußballspieler und -trainer

### Galce
- Galceran, Jordi (* 1964), katalanischer Schriftsteller
- Galcerán, Mar (* 1977), spanische Politikerin

### Galch
- Galchenko, Olga (* 1990), russische Jongleurin
- Galchenko, Vova (* 1987), russischer Jongleur
- Galchenyuk, Alex (* 1994), US-amerikanischer EishockeyspielerAlex Galchenyuk (* 1994)

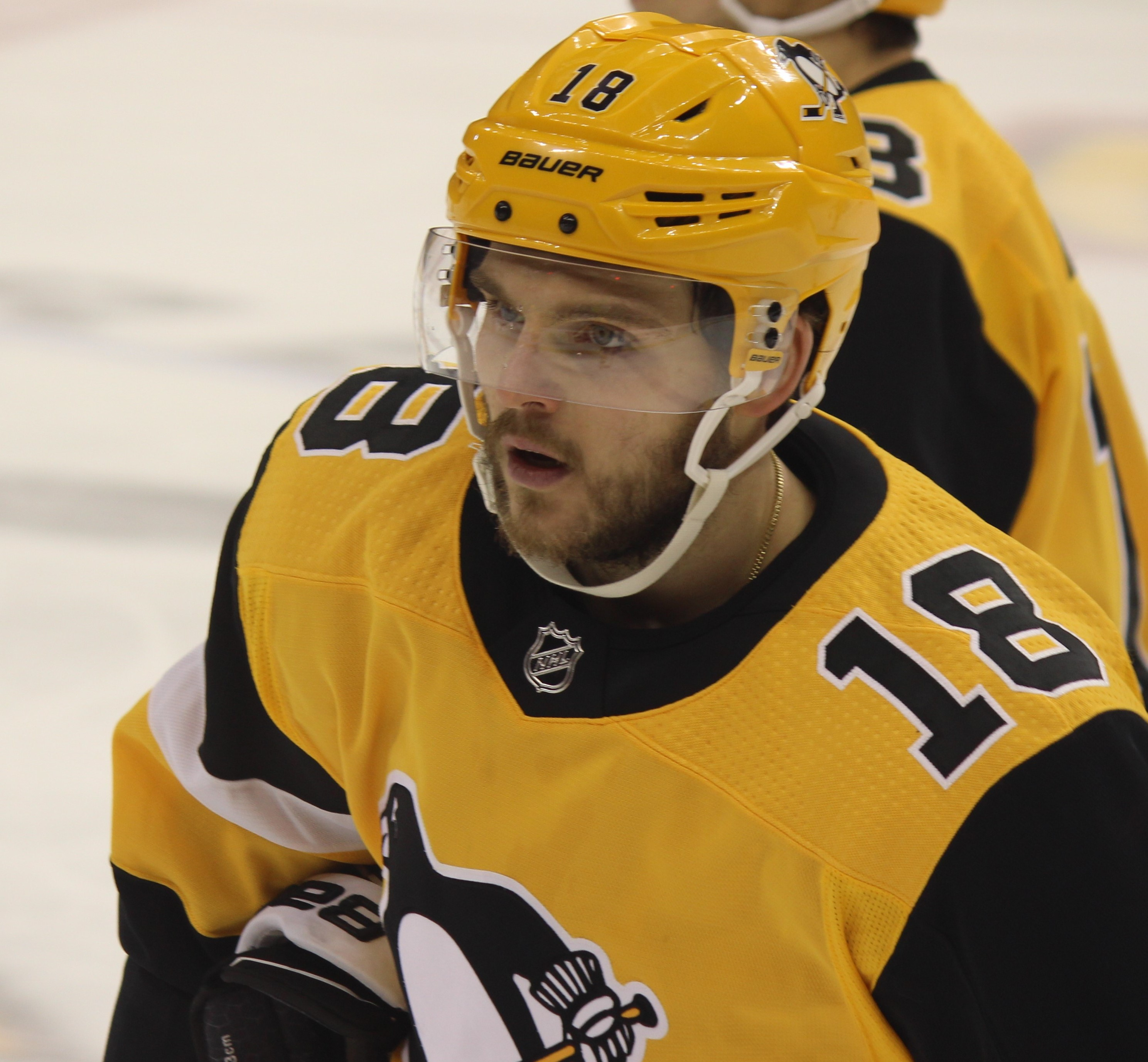
Alex Galchenyuk (* 1994)

### Galcz
- Gałczyński, Konstanty Ildefons (1905–1953), polnischer Dichter